# Hohenstaufen-Gymnasium Bad Wimpfen
Das Hohenstaufen-Gymnasium Bad Wimpfen ist ein Gymnasium in Bad Wimpfen im Landkreis Heilbronn im nördlichen Baden-Württemberg. Es geht auf die mittelalterliche städtische Lateinschule zurück und befindet sich in den Gebäuden des einstigen Wimpfener Dominikanerklosters, die mit der angebauten Dominikanerkirche einen gemeinsamen Kreuzgang umschließen. Die Klosterbauten gelangten 1838 in den Besitz der Stadt und werden seitdem als Schulgebäude verwendet. Die Real- und Lateinschule wurde 1872 neu gegründet, sie trägt seit 1960 ihren heutigen Namen und nutzt seit 1965/67 die gesamten Klosterbauten und umliegende Neubauten.

## Geschichte
Das Hohenstaufen-Gymnasium geht auf die städtische Wimpfener Lateinschule des Mittelalters zurück. Neben der städtischen Lateinschule gab es in Wimpfen im späten Mittelalter und der frühen Neuzeit auch noch kirchliche Lateinschulen und damit ein bedeutendes Bildungswesen, das zahlreiche in den historischen Universitätsmatrikeln verzeichnete Studenten aus Wimpfen hervorbrachte. Nach dem Dreißigjährigen Krieg verlor Wimpfen seine frühere Bedeutung und verkam zu einer ackerbäuerlich geprägten Siedlung. Auch das Schulwesen erlebte seinen Niedergang, so dass in der Mitte des 19. Jahrhunderts nur noch 7 bis 15 Schüler die Lateinschule besuchten. Die Stadt erwarb 1838 günstig die ehemaligen Klostergebäude des Dominikanerklosters und brachte alle ihre Schulen in den Gebäuden unter.
Nach der Reichsgründung 1871 wurden in Wimpfen Forderungen nach der Gründung einer Realschule laut. Am 22. April 1872 wurde daraufhin eine städtische Real- und Lateinschule neu gegründet, die anfangs 31 Schüler hatte. Der hessische Staat widersetzte sich zunächst der Finanzierung des Schulvorhabens in der damaligen hessischen Exklave Wimpfen, so dass die Schule aus der Bürgerschaft finanziert werden musste, was zu längeren Widrigkeiten führte. Problematisch war insbesondere auch, dass Schüler aus den umliegenden badischen und württembergischen Gemeinden die Schule besuchten, während viele Schüler aus Wimpfen den Weg ins Heilbronner Gymnasium bevorzugten, so dass man von Seiten der Wimpfener Bürgerschaft vor allem die Bildung der auswärtigen Schüler bezahlte. Der erste Direktor war Ferdinand Wiedow, der schon nach einem Jahr nach Chemnitz wechselte. Sein Nachfolger Adolf Birnbaum wurde 1875 wegen seiner großen Reizbarkeit zwangsweise in die Nervenheilanstalt nach Heppenheim eingeliefert. Dessen Nachfolger Karl Landgraf stürzte sich aus einem Fenster im dritten Stock der Schule. Erst 1885 erhob Großherzog Ludwig IV. von Hessen die Schule zur Großherzoglichen Realschule, wenig später kamen Privilegien für die Absolventen beim Militärdienst und in der Finanzverwaltung hinzu. Dadurch erlebte die Schule einen bedeutenden Aufschwung und konnte 1897 ein großes Fest zum 25-jährigen Jubiläum begehen.
Im späten 19. Jahrhundert legte man beim Schulsport noch einen Schwerpunkt auf Schwimmsport im Neckar, 1901 wurde die historistische Turnhalle nahe der Klosterbauten errichtet. In der Nacht vom 6. auf den 7. April 1907 brannten die Klostergebäude weitgehend nieder und wurden bis 1910 wiederaufgebaut. Den Zweiten Weltkrieg hat die Schule ohne Zerstörungen überdauert, im Spätjahr 1944 wurden die Klostergebäude jedoch von der Wehrmacht beschlagnahmt. 1946 nahm man den Schulbetrieb im Klostergebäude wieder auf. 1960 erhielt das damalige Progymnasium seinen heutigen Namen Hohenstaufen-Gymnasium. Nach dem Bau der Grund- und Hauptschule 1965/67 konnte das Gymnasium schließlich alle Klostergebäude nutzen. Seit 1978 wurden mehrere Erweiterungsbauten erstellt.

## Profil
Das Hohenstaufen-Gymnasium Bad Wimpfen ist ein allgemeinbildendes Gymnasium mit naturwissenschaftlichem und sprachlichem Profil. Für die Klassenstufen 5 bis 10 gibt es an drei Tagen in der Woche ein Ganztags-Betreuungsangebot mit Kantine.

## Klostergebäude
Der vierflügelige Gebäudekomplex des ehemaligen Dominikanerklosters umschließt mit der Dominikanerkirche einen gemeinsamen Kreuzgang aus dem 14. Jahrhundert. Die Klostergebäude sind zweigeschossige Putzbauten mit Mansarddächern (West- und Südflügel) bzw. Walmdach (Ostflügel). Der Kreuzgang weist Maßwerkfenster und im nördlichen Teil Reste von Grabplatten und Wandmalereien auf. Ihr heutiges Erscheinungsbild erhielten die Gebäude durch die Bautätigkeit der Dominikaner zur Zeit des Barock im 18. Jahrhundert. Das Refektorium befand sich einst im Ostflügel, in dessen Keller auch die Klosterbrauerei eingerichtet war. In der Südostecke lag die Wohnung des Priors. Die Gebäude kamen nach Aufhebung des Klosters im frühen 19. Jahrhundert an die Stadt Wimpfen, die darin ihre Schulen untergebracht hat. Die Flügelbauten wurden nach Brand 1907 größtenteils erneuert und seit 1978 um mehrere moderne Erweiterungsbauten für das Gymnasium ergänzt. Die Anlage ist bedeutsam für die örtliche Kloster-, Stadt- und Kirchengeschichte und steht unter Denkmalschutz.

## Persönlichkeiten

### Ehemalige Schüler
- Jürgen Steinacker (* 1955), Mediziner und Ruderer
- Bernhard Lasotta (1969–2019), Politiker (CDU) und Arzt
- Timo Frey (* 1971), Politiker (CDU)
- Ulrich Schneider (* 1972), Politiker (Die Grünen)
- Birgit Erz (* 1979), Musikerin
- Bandmitglieder von AOP